# Cattedrale di San Martino (Bratislava)

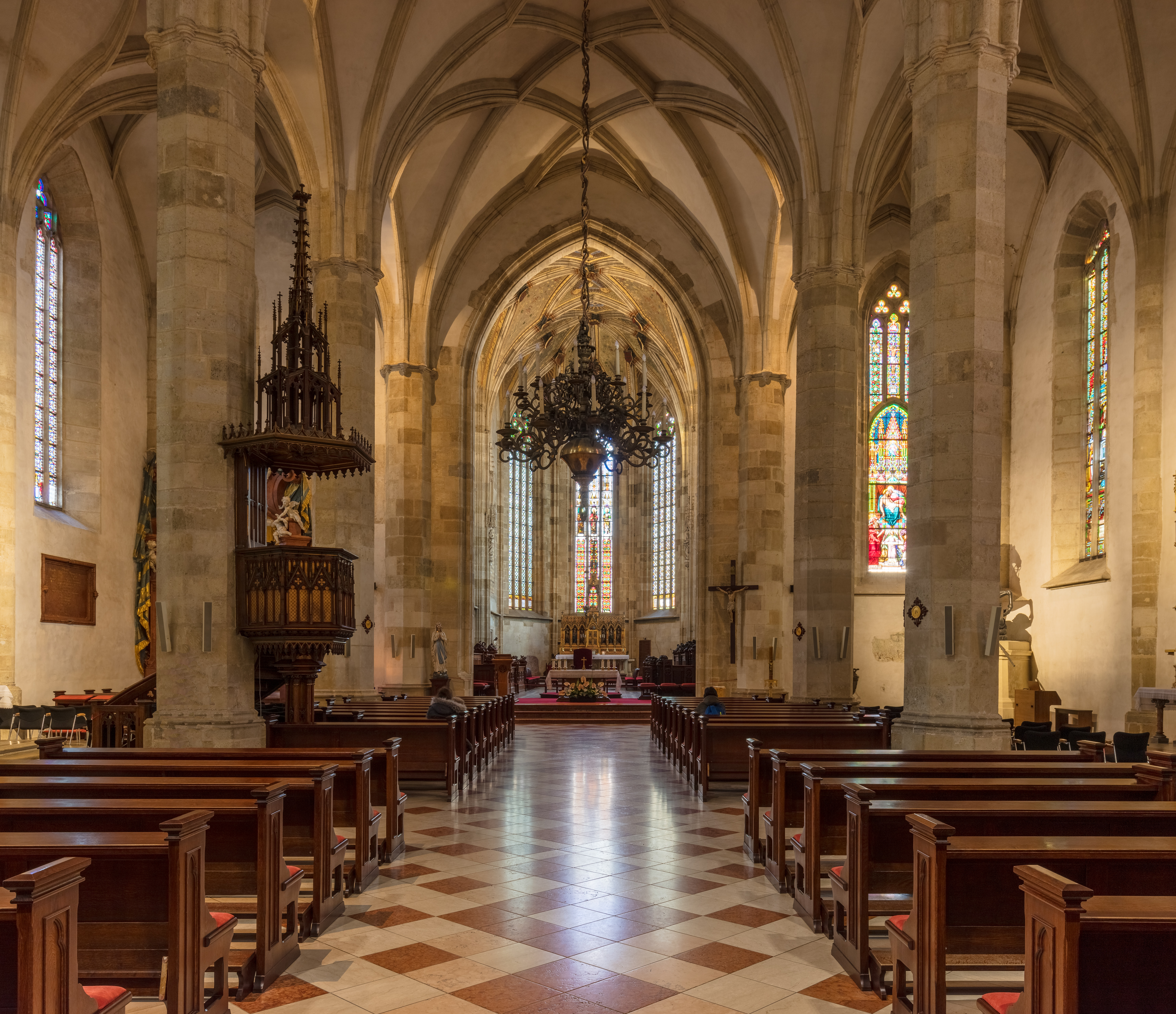
Interno

La cattedrale metropolitana di San Martino (in slovacco: Katedrála svätého Martina), è il principale luogo di culto cattolico di Bratislava, sede vescovile dell'arcidiocesi di Bratislava.
La cattedrale sorge al limite occidentale della Città Vecchia, sotto il castello di Bratislava, ed ha ospitato tra il 1563 e il 1830 le incoronazioni dei sovrani d'Ungheria.

## Storia
La costruzione del duomo venne attuata a partire dal XIV secolo, su un sito precedentemente occupato da una chiesa romanica e da un cimitero. Nel 1452 il duomo venne consacrato, ma i lavori di completamento dell'opera si protrassero anche nei secoli successivi. Dal 1563 al 1830 San Martino fu la chiesa dell'incoronazione dei re d'Ungheria. Il primo re a ricevere la corona di Santo Stefano in San Martino fu Massimiliano II; in totale undici sovrani vennero qui incoronati, compresa Maria Teresa d'Austria.
Nel 1995, quando l'arcidiocesi di Trnava prese il nome di Trnava-Bratislava, il duomo di San Martino fu elevato a concattedrale. Nel 2008, a seguito dell'erezione dell'arcidiocesi di Bratislava, assunse il titolo di cattedrale metropolitana.

## Descrizione
La torre campanaria, alta 85 metri, domina il paesaggio urbano della città vecchia; la parte superiore venne danneggiata da un fulmine nel 1760 e ricostruita in stile barocco, nuovamente distrutta da un incendio nel 1835 e ripristinata nel 1847, quando al suo apice venne posta una grande riproduzione della Corona di Santo Stefano, placcata in oro.
L'interno è a tre navate, divise da pilastri e arcate ogivali, con volte a crociera. L'abside è poligonale. La luce filtra dalle diverse vetrate istoriate che decorano i finestroni alle pareti. All'interno del tempio si trovano anche alcune cappelle, in stile gotico e realizzate nel XV secolo le due dedicate alla regina Sofia e a Sant'Anna, del XVIII secolo e in stile barocco la cappella intitolata a san Giovanni il Misericordioso, realizzata dallo scultore austriaco Georg Rafael Donner (1693 - 1741). Opera di Donner è anche il pregevole gruppo scultoreo, in piombo, di san Martino a cavallo; il santo è rappresentato nel famoso gesto di tagliare con la spada il suo mantello, per donarne metà a un povero.
Nella cattedrale si trovano due organi a canne. Lo strumento principale è situato sulla cantoria in controfacciata e venne realizzato tra il 2008 e il 2011 da Gerald Woehl in sostituzione di uno costruito nel 1882 da Vincenz Mozsny in collaborazione con Eberhard Friedrich Walcker; è a trasmissione mista (meccanica per i manuali e il pedale, elettrica per i registri) e dispone di 75 registri; la sua consolle ha quattro tastiere e pedaliera. Un secondo strumento, di modeste dimensioni (7 registri), è integrato negli stalli lignei di sinistra del coro ed è opera di Karl Anton Klöckner (1867).